# Décès en 1301
Décès
- 1297
- 1298
- 1299
- 1300
- 1301
- 1302
- 1303
- 1304
- 1305

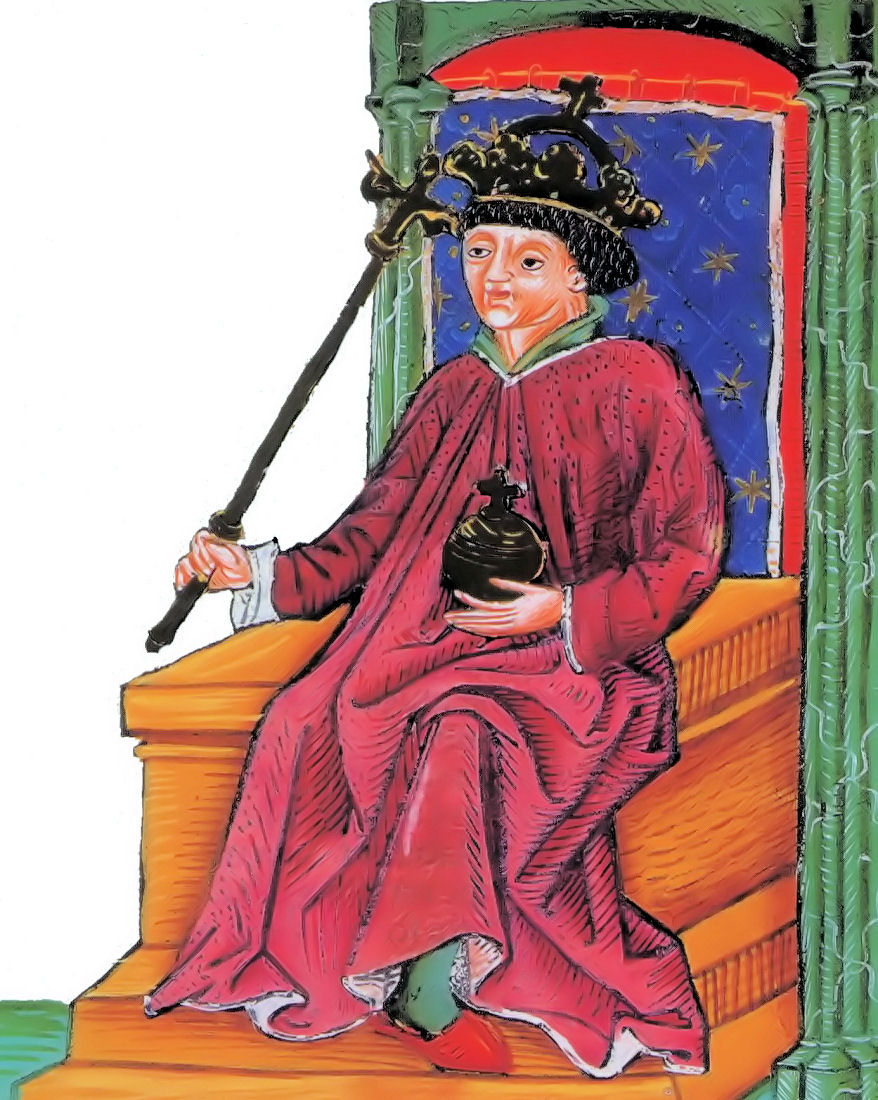
André III de Hongrie, mort en 1301.

Cette page dresse une liste de personnalités mortes au cours de l'année 1301 :
- 14 janvier : André III de Hongrie, roi de Hongrie.
- 20 février : Asukai Gayu, noble et poète japonais de l'époque de Kamakura : il occupe une haute position au sein du shogunat (幕府, bakufu?).
- 30 mars : Thibaud de Pouancé, évêque de Dol et chancelier de France.
- 18 juillet : Henri Ier de Villars, chambrier et prévôt au chapitre et enfin archevêque de Lyon.
- 3 septembre : Alberto I della Scala, homme politique italien.
- 6 septembre: Grégoire de Waldeck, évêque de Prague.
- 27 septembre : Takatsukasa Kanetada, noble de cour japonais (kugyō) de l'époque de Kamakura, descendant de l'aristocratique famille Takatsukasa fondée par Konoe Iezane, qui, en tant que famille membre du go-sekke, est tenue pour digne de pourvoir des régents impériaux.
- 7 octobre : Nicolas Ier de Bersatoribus, évêque d'Aoste
- 9 novembre : Bolko Ier le Sévère, ou Bolko Ier de Świdnica, duc de Jawor, duc de Lwówek, duc de Świdnica et protecteur du duché de Wrocław et Legnica.
- 21 novembre : Henri III d'Avaugour, baron d'Avaugour en Goëllo, baron de Mayenne et seigneur de L'Aigle.

- Léon Ier de Galicie, roi de Galicie et Volhynie (Lodomérie).

## Crédit d'auteurs
- Cet article est partiellement ou en totalité issu de l'article intitulé « 1301 » (voir la liste des auteurs).